# FIP-Effekt
FIP-Effekt (von engl. first ionization potential, „erstes Ionisationspotenzial“) wird die Beobachtung genannt, dass der Sonnenwind und die Sonnenkorona eine andere chemische Zusammensetzung haben als die Photosphäre, aus der sie eigentlich stammen: Elemente, deren erstes Ionisationspotenzial kleiner als etwa 10 eV ist, sind im Sonnenwind und der Korona bis zu sechsmal so häufig wie Elemente mit Ionisationspotenzialen größer als 10 eV. Im schnellen Sonnenwind ist der FIP-Effekt nur schwach oder verschwindet ganz, bei langsamem Sonnenwind ist er stark ausgeprägt.
Die Ursache des FIP-Effekts ist bisher nicht verstanden. Vermutlich spielt eine Rolle, dass Elemente mit einem Ionisationspotenzial kleiner als 10 eV in der Chromosphäre bei den dort herrschenden Temperaturen ionisiert werden, so dass der FIP-Effekt eine Fraktionierung zwischen ionisierten und neutralen Elementen bewirkt.